# Georgi Peew
Georgi Peew, bułg. Георги Пеев (ur. 11 marca 1979 w Sofii, Bułgaria) – bułgarski piłkarz, grający na pozycji środkowego lub prawego pomocnika.

## Kariera piłkarska

### Kariera klubowa
Jest wychowankiem Lokomotiwu Sofia, w którym występował do 2000 roku, kiedy to za 2,5 mln dolarów przeniósł się do Dynama Kijów. W 2006 spędził rok na wypożyczeniu w Dnipro Dniepropetrowsku. Z klubem ze stolicy Ukrainy, odnosił największe sukcesy: Mistrzostwo Ukrainy w 2001, 2003 i 2004, puchar krajowy w 2003 i 2005 oraz Superpuchar Ukrainy w 2004. W styczniu 2007 przeszedł do rosyjskiego klubu Amkar Perm.

### Kariera reprezentacyjna
W reprezentacji Bułgarii od 1999 roku. Brał z nią udział w Euro 2004. Do kadry, po dwuletniej nieobecności, powrócił w sierpniu 2006 roku.